# Drinkin' TNT 'n' Smokin' Dynamite
Drinkin' TNT 'n' Smokin' Dynamite (pubblicato anche con il titolo di Messin' with the Kids dall'etichetta Castle Music nel 2006) è un album live di Junior Wells e Buddy Guy, pubblicato dalla Blind Pig Records nel 1982. Il disco fu registrato dal vivo il 28 giugno 1974 a The Montreux Jazz Festival, svoltosi appunto a Montreux in Svizzera.

## Tracce
Lato A
1. Introduction – 0:53
2. a) Ah'w Baby b) Everything Gonna Be Alright – 4:06 (Walter Jacobs)
3. How Can One Woman Be so Mean – 6:21 (Buddy Guy, Junior Wells)
4. Checking on My Baby – 4:55 (Sonny Boy Williamson)
5. When You See the Tears from My Eyes – 6:18 (Buddy Guy, Junior Wells)

Lato B
1. Introduction – 1:16
2. Ten Years Ago – 8:46 (Buddy Guy)
3. Messing with the Kid – 3:38 (Mel London)
4. Hoodoo Man Blues – 5:42 (Junior Wells)
5. My Younger Days – 2:54 (Sonny Boy Williamson)

## Musicisti
- Junior Wells - voce, armonica
- Buddy Guy - voce, chitarra
- Terry Taylor - chitarra ritmica
- Pinetop Perkins - pianoforte
- Bill Wyman - basso
- Dallas Taylor - batteria